# Тланалапан (Коатепек)
Тланалапан (шп. Tlanalapan) насеље је у Мексику у савезној држави Веракруз у општини Коатепек. Насеље се налази на надморској висини од 1261 м.

## Становништво
Према подацима из 2010. године у насељу су живела 4 становника.

### Хронологија
| Година       | 2000         | 2005         | 2010 |
| ------------ | ------------ | ------------ | ---- |
| Становништво | 40 (21 / 19) | 31 (16 / 15) | 4    |

### Попис
| # | Индикатор                     | Вредност |
| - | ----------------------------- | -------- |
| 1 | Укупно домаћинстава           | 13       |
| 2 | Укупно насељених домаћинстава | 2        |
| 3 | Величина локације             | 1        |